# The Predator
The Predator (с англ. — «Хищник») — третий студийный альбом американского рэпера Айс Кьюба. Он был выпущен 17 ноября 1992 года на лейблах Lench Mob Records и Priority Records. Альбом был выпущен через несколько месяцев после беспорядков в Лос-Анджелесе 1992 года; многие песни комментируют расовую напряжённость в Соединённых Штатах. Производством альбома в основном занимались DJ Pooh, Sir Jinx, Torcha Chamba и DJ Muggs. Название частично отсылает к фильму «Хищник 2», а сам альбом включает в себя отрывки из фильма.
В поддержку The Predator вышли три сингла: «It Was a Good Day», ставший хитом в марте 1993 года, «Check Yo Self» и «Wicked» (который позже перепела рок-группа Korn). И альбом, и сингл «Check Yo Self» включают выступление Das EFX, причём сингл последнего содержит ремикс с использованием сэмпла «The Message» Grandmaster Flash. Песня также постоянно транслировалась по радио и MTV. Альбом получил в целом положительные отзывы критиков, а также имел коммерческий успех. Он дебютировал под номером один в чарте Billboard 200, продав 193 000 копий за первую неделю. Альбом был удостоен двойного платинового статуса Ассоциацией звукозаписывающей индустрии Америки (RIAA) в ноябре 2001 года.

## Список композиций
| №                   | Название                                       | Продюсер(ы)              | Длительность |
| ------------------- | ---------------------------------------------- | ------------------------ | ------------ |
| 1.                  | «The First Day of School» (Интро)              | Ice Cube                 | 1:19         |
| 2.                  | «When Will They Shoot?»                        | DJ Pooh Bob Cat Ice Cube | 4:36         |
| 3.                  | «I’m Scared (Insert)»                          | Ice Cube                 | 1:32         |
| 4.                  | «Wicked» (при участии Don Jagwarr)             | Torcha Chamba Ice Cube   | 3:55         |
| 5.                  | «Now I Gotta Wet ’Cha»                         | DJ Muggs                 | 4:02         |
| 6.                  | «The Predator»                                 | DJ Pooh                  | 4:03         |
| 7.                  | «It Was a Good Day»                            | DJ Pooh                  | 4:20         |
| 8.                  | «We Had to Tear This Mothafucka Up»            | DJ Muggs                 | 4:23         |
| 9.                  | «Fuck ’Em (Insert)»                            | Sir Jinx                 | 2:02         |
| 10.                 | «Dirty Mack»                                   | Mr. Woody                | 4:33         |
| 11.                 | «Don’t Trust ’Em»                              | Rashad Ice Cube DJ Pooh  | 4:06         |
| 12.                 | «Gangsta’s Fairytale 2» (при участии Lil Russ) | Pocketts Ice Cube        | 3:18         |
| 13.                 | «Check Yo Self» (при участии Das EFX)          | DJ Muggs Ice Cube        | 3:42         |
| 14.                 | «Who Got the Camera?»                          | Sir Jinx                 | 4:37         |
| 15.                 | «Integration (Insert)»                         | Ice Cube                 | 2:32         |
| 16.                 | «Say Hi to the Bad Guy»                        | Sir Jinx                 | 3:19         |
| Общая длительность: | Общая длительность:                            | Общая длительность:      | 56:19        |

| №                   | Название                                                     | Продюсер(ы)         | Длительность |
| ------------------- | ------------------------------------------------------------ | ------------------- | ------------ |
| 17.                 | «Check Yo Self» ('The Message' Ремикс) (при участии Das EFX) | Ice Cube DJ Pooh    | 3:54         |
| 18.                 | «It Was a Good Day» (Ремикс)                                 | Ice Cube            | 4:28         |
| 19.                 | «24 Wit An L»                                                | Ice Cube            | 3:25         |
| 20.                 | «U Ain’t Gonna Take My Life»                                 | Mr. Woody           | 4:07         |
| Общая длительность: | Общая длительность:                                          | Общая длительность: | 1:12:13      |